# Collins (cratère)
Pour les articles homonymes, voir Collins.
Collins est un petit cratère lunaire situé dans la partie sud de la mer de la Tranquillité. Il est localisé à 25 km au nord du site d'atterrissage du module lunaire d'Apollo 11.
Collins est le cratère principal d'un groupe de cratères portant les noms des membres d'Apollo 11. À environ 15 km au nord-ouest, se trouve le site d'atterrissage de Surveyor 5.
Ce cratère s'appelait Sabine D avant d'être renommé par l'Union astronomique internationale (UAI) en honneur de l'astronaute Michael Collins, membre d'Apollo 11.